# Беговая улица (Москва)
Беговая улица — улица в Северном административном округе города Москвы на территории районов Беговой и Хорошёвский, часть Третьего транспортного кольца. Пролегает от Хорошёвского шоссе до пересечения с Ленинградским проспектом.

## Происхождение названия
Названа по устроенному здесь Центральному Московскому ипподрому, основанному в 1834 году.

## Здания и сооружения
По нечётной стороне:
- № 1а — Здесь в 1945—1973 годах жил актёр Борис Тенин[1].
- № 3 c1 — бизнес-центр Nordstar Tower
- № 5 — жилой дом с кинотеатром (1956, архитекторы Л. Г. Голубовский и А. Р. Корабельников)[2]. На первом этаже размещался кинотеатр «Темп». После реконструкции 1990 года там разместился драматический театр «Вернисаж»[3]. Ныне Театр ЦДР («Центр драматургии и режиссуры»);

- № 7 — Ранее № 7-9. Также известен как «Дом Художников на Беговой». В доме находятся Выставочный зал МОСХ и Музей В. Н. Горяева. В разные годы в этом доме жили и работали многие известные московские художники, скульпторы, музыканты и другие деятели искусств, в числе которых Вениамин Брискин, Сергей Горяев, Виталий и Александр Ситковецкие, Виктор и Владимир Цигали, Дементий Шмаринов, Леонид Сойфертис[4], Иосиф Чайков[5], Диодор Циновский[6], Эммануил Тобиаш[7], Леонид Голованов[8], Иван Евстигнеев[9] и другие;
- № 11 — Жилой дом. Здесь жил невропатолог Е. В. Шмидт[10]. В здании размещается почтовое отделение № 125284;
- № 13 — Жилой дом. На первом этаже — Центральная библиотека № 66 им. Д. А. Фурманова. В доме жили музыковед Борис Ярустовский[11], писатель Борис Горбатов (мемориальная доска, 1962, скульптор А. Е. Елецкий)[12], академик С. С. Дебов[13], инженер-строитель Т. П. Чернов[14].
- № 17 к.1 — Жилой дом. Здесь жил советский инженер-авиаконструктор М. И. Гуревич.
- № 19 — Лицей № 1550;
- № 21/31 — ЖК «Царская площадь».

По чётной стороне:
- № 4 — жилой дом НКПС (1935—1940, архитекторы А. Аркин, А. Машинский)[15].
- № 22 — Московский ипподром. На территории находится Беговая беседка, построенная в 1889 году по проекту архитекторов С. Ф. Кулагина и И. Т. Барютина.
- № 34 — Дом авиаторов на Беговой улице («Дом-сороконожка») (построен в 1978 году, архитектор А. Д. Меерсон), экспериментальный дом на сорока «ногах»-опорах, откуда и другое его название — «дом-сороконожка».

## Общественный транспорт

#### Автобусы и электробусы
- № 27: 1-й Силикатный проезд — Белорусский вокзал
- № 345: Проспект Маршала Жукова (временно) — Белорусский вокзал
- № 379: Стадион «Лужники» — Савёловский вокзал
- № 384: Савёловский вокзал — Рижский вокзал
- № 847:  Беговая (кольцевой)
- № с23:  ЦСКА —  Беговая
- № т65: Серебряный бор —  Аэропорт
- № т86: Серебряный бор —  Сокол

#### Метро, МЦК и МЦД
- Динамо
- Беговая
- Петровский парк
- Беговая
- Беговая (строится)